# Kontagora (stad)
Kontagora is een stad en een Local Government Area (LGA) in Nigeria. Het ligt de staat Niger. Kontagora telde in 2006 151.968 inwoners en in 2016 naar schatting 213.500 inwoners.
De stad is een centrum voor de handel in landbouwproducten, voornamelijk katoen en aardnoten. 
De stad ligt aan de rivier Kontagora. De autoweg A1 tussen Jebba en Kaduna loopt door de stad.

## Geschiedenis
De stad werd gesticht in 1864 door Umaru Nagwamatse, een Fulbe uit het Kalifaat Sokoto. Hij werd de eerste emir van Kontagora. Voordien leefden op deze plaats niet-islamitische Kamberi. Umaru Nagwamatse breidde zijn emiraat uit door de omliggende plaatsen te veroveren. Hij werd opgevolgd door zijn zoon Ibrahim Nagwamatse, die het paleis van Sarkin Sudan bouwde en berucht werd voor zijn raids om slaven te maken. Dit bracht hem in conflict met de Britten en die zetten hem in 1901 af en bezetten de stad. In 1903 werd Ibrahim Nagwamatse opnieuw emir, maar zijn macht was eerder ceremonieel en de stad werd onderdeel van de provincie Kontagora. In 1925 werd het een onderdeel van de provincie Niger. In 1976 werd het een LGA.

## Religie
De stad is de zetel van een rooms-katholiek bisdom.